# Osmia fedtschenkoi
Osmia fedtschenkoi är en biart som beskrevs av Morawitz 1875. Osmia fedtschenkoi ingår i släktet murarbin, och familjen buksamlarbin. Inga underarter finns listade i Catalogue of Life.